# Albanisches Vilâyet

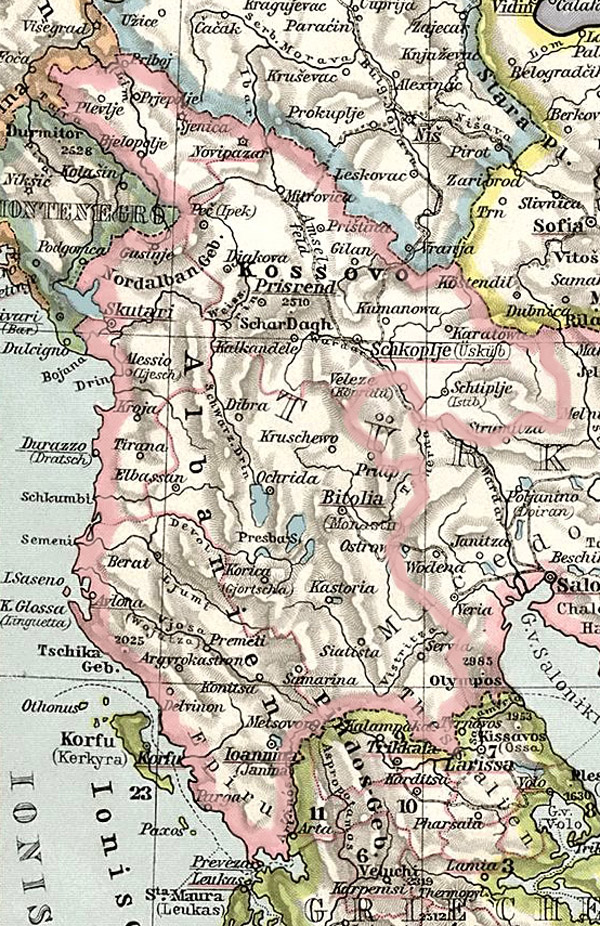
Die vier osmanischen Vilâyets Kosovo, Shkodra, Manastir und Ioannina, die zum albanischen Vilâyet vereinigt werden sollten.

Das albanische Vilâyet oder Wilajet Albanien (osmanisch ولايت ارناود İA Vilâyet-i Arnavid, albanisch Vilajeti shqiptar) war eine lange geplante, jedoch nie gegründete Gebietskörperschaft (Vilâyet oder Wilajet) des Osmanischen Reiches auf dem Westbalkan, das aus den vier albanischen Vilâyets (katër vilajetët) gebildet werden sollte. Dies waren die vier Vilâyets Kosovo, Shkodra, Manastir und Ioannina, die alle eine große albanische Bevölkerung verzeichneten. Zeitweise hätte auch das Vilâyet Saloniki dazugehören sollen. Durch den Zerfall des Osmanischen Reiches wurden die Pläne für die Errichtung des Vilâyets zunichtegemacht.
1864 wurden im Zuge der Tanzimat-Reformen unter Sultan Abdülaziz die eigenständigen Eyâlets in die Vilâyets mit Verwaltungsbezirkscharakter umgewandelt. Ein zusammenhängendes albanisches „Super-Vilâyet“ war seit 1877 Teil der Agenda zahlreicher albanischer Vereine und Gesellschaften der Rilindja-Bewegung. Erstmals offiziell gefordert wurde dieser Zusammenschluss 1877 von Sami Frashëri, Vaso Pascha und Abdyl Frashëri in der Konstantinopler Zeitung Tercüman-i Hakikat. Erneut kam diese Forderung bei der Liga von Prizren 1878 und der Liga von Peja 1889 auf. 1877 wurde das Vilâyet Prizren in das Vilâyet Kosovo integriert.
1909 wurden in Ioannina Flugblätter verteilt, in denen Albaner aller Religion aufgefordert wurden, sich zu verbünden und Autonomie innerhalb eines großen albanischen Vilâyets zu verlangen.:179 Die Forderung tauchte auch andernorts gelegentlich wieder auf, so in einer 1910 von Dervish Hima publizierten Zeitung.:184
In den Jahren nach 1900 kam es in den albanischen Vilâyets fast jedes Jahr zu Aufständen. Die Bildung des albanischen Vilâyets gehörte aber weder 1910,:178 noch 1911:186 f. oder 1912 zu den Forderungen, die albanische Führer gegenüber der osmanischen Regierung formuliert hatten. Dem im August von Hasan Bej Prishtina aufgestellten, 14 Punkte umfassenden Katalog wurde zwar von der osmanischen Regierung mehrheitlich stattgegeben. Andere albanische Führer – darunter Isa Boletini, Riza Bey Gjakova und Bajram Curri – wollten aber den Aufstand fortsetzen, ließen sich dann aber doch umstimmen. Die am 4. September 1912 von der Regierung in Konstantinopel offiziell akzeptierten Forderungen beinhalteten keine Autonomie oder Vereinigung albanischer Gebiete, wie Isa Boletini explizit bestätigte.:194–196

“Although Albanians failed to gain autonomy for a single province of Albania, the Albanian gains proved troublesome enough to neighbouring Balkan states to help lead to a major war.”

„Obwohl die Albaner keine Autonomie für eine vereinigte Provinz Albanien erlangt hatten, waren ihre Erfolge doch für die benachbarten Balkanstaaten störend genug, um zu einem großen Krieg zu führen.“

Kurz nach dieser Vereinbarung brach der Erste Balkankrieg aus und ein Großteil des europäischen Gebiets des Osmanischen Reiches wurde von den Mitgliedsstaaten des Balkanbundes eingenommen. Nachdem das Königreich Serbien Üsküb erobert hatte, lud Ismail Qemali eine Gruppe Albaner aus allen vier osmanischen Vilâyets ein, um einen gesamtalbanischen Kongress in Vlora abzuhalten. Sie riefen am 28. November 1912 die Unabhängigkeit Albaniens und den Zusammenschluss dieser vier albanischen Vilâyets aus und bildeten die vorläufige Regierung Albaniens.